# Roquefort-de-Sault
Roquefort-de-Sault, auf Okzitanisch Ròcafòrt, ist eine französische Gemeinde mit 82 Einwohnern (Stand 1. Januar 2022) im Département Aude in der Region Okzitanien. Sie gehört zum Kanton La Haute-Vallée de l’Aude und zum Arrondissement Limoux.
Das Gemeindegebiet wird vom Flüsschen Aiguette tangiert. Nachbargemeinden sind Bessède-de-Sault im Nordwesten, Le Clat im Norden, Artigues im Nordosten, Sainte-Colombe-sur-Guette im Osten, Counozouls im Süden und Le Bousquet im Westen.

## Bevölkerungsentwicklung

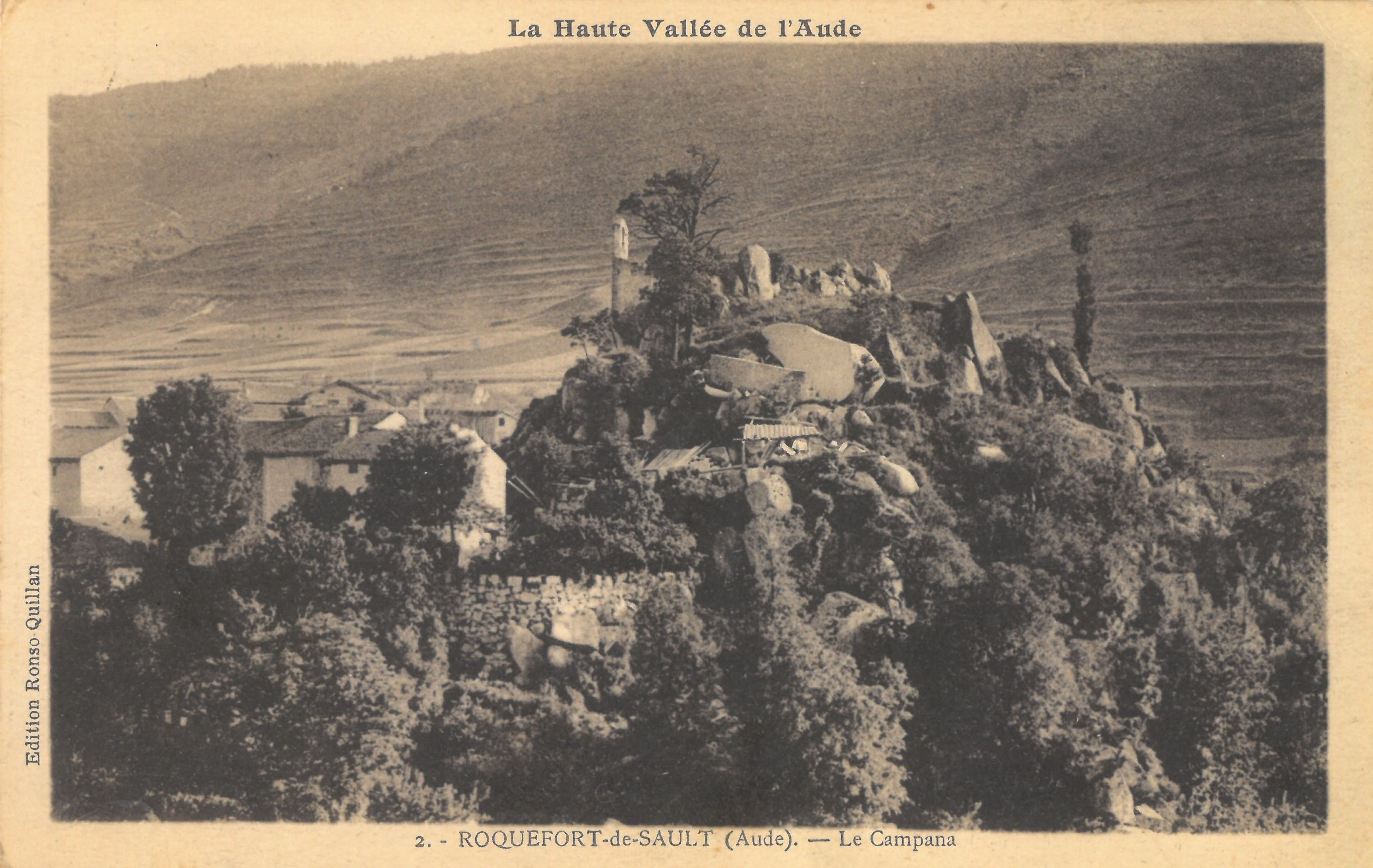
Postkarte Anfang des 20. Jahrhunderts

| Jahr      | 1962 | 1968 | 1975 | 1982 | 1990 | 1999 | 2006 | 2015 |
| --------- | ---- | ---- | ---- | ---- | ---- | ---- | ---- | ---- |
| Einwohner | 191  | 142  | 122  | 122  | 118  | 113  | 111  | 85   |